# Troubsko
Troubsko (německy Strutz) je obec v okrese Brno-venkov v Jihomoravském kraji, v Bobravské vrchovině. Žije zde přibližně 2 400 obyvatel. Součástí obce je také osada Veselka.

## Historie
První písemná zmínka o vesnici pochází z roku 1237.
Na počátku 17. století zde bylo 33 domů, pouze tři z nich byly po třicetileté válce pusté. Roku 1750 zde bylo 40 domů. V roce 1790 zde bylo už 81 domů s 531 obyvateli, roku 1834 to bylo 104 domů a 624 obyvatel. Škola zde byla už v 18. století. Nově byla postavena roku 1838.
Roku 1571 byl založen zámecký pivovar se sladovnou, ten roku 1790 kompletně vyhořel a nový byl postaven v roce 1791 na Veselce u rybníka. V provozu byl až do roku 1872.

## Obyvatelstvo
| Rok            | 1869 | 1880 | 1890 | 1900 | 1910  | 1921  | 1930  | 1950  | 1961  | 1970  | 1980  | 1991  | 2001  | 2011  | 2021  |
| -------------- | ---- | ---- | ---- | ---- | ----- | ----- | ----- | ----- | ----- | ----- | ----- | ----- | ----- | ----- | ----- |
| Počet obyvatel | 624  | 728  | 791  | 929  | 1 065 | 1 115 | 1 359 | 1 431 | 1 529 | 1 451 | 1 491 | 1 422 | 1 580 | 2 165 | 2 382 |
| Počet domů     | 104  | 127  | 132  | 141  | 164   | 176   | 241   | 327   | 343   | 339   | 377   | 436   | 486   | 691   | 733   |

## Obecní správa

### Obecní symboly
Znak byl obci udělen rozhodnutím předsedy Poslanecké sněmovny Parlamentu České republiky dne 29. března 1995 a vlajka byla obci udělena rozhodnutím předsedy PSP ČR dne 8. listopadu 2016. Jako znak má obec vinařský srp, vinařský nůž a vinnou révu na modrém poli. Vlajka je identická se znakem.

## Doprava
Podél východního okraje vesnice vede železniční trať Brno–Jihlava, na které se nachází zastávka Troubsko. Obec obsluhují regionální autobusové linky č. 403 a 404 spojující Brno a Omice / Radostice a linka č. 51 jedoucí z Brna-Bystrce k bohunické nemocnici a Ústřednímu hřbitovu. Územím obce také prochází dálnice D1 a silnice II/602 v úseku Brno – Kývalka. Na území dále zasahují silnice III. třídy:
- III/15267 Troubsko – Střelice
- III/15269 Troubsko – III/15270
- III/15270 Ostopovice – Střelice
- III/15274 Bosonohy – Troubsko
- III/3844 Troubsko – Bystrc
- III/3946 Omice – Troubsko
- III/3947 Popůvky – Troubsko

## Společenský život
Samospráva obce od roku 2016 vyvěšuje 5. července moravskou vlajku.

## Pamětihodnosti
- Kostel Nanebevzetí Panny Marie
- Kaple Všech svatých
- Barokní zámek Troubsko, zámecký park
- Sousoší kříž se sochami svatého Cyrila a Metoděje
- Sloup se sousoším Nejsvětější Trojice

## Galerie

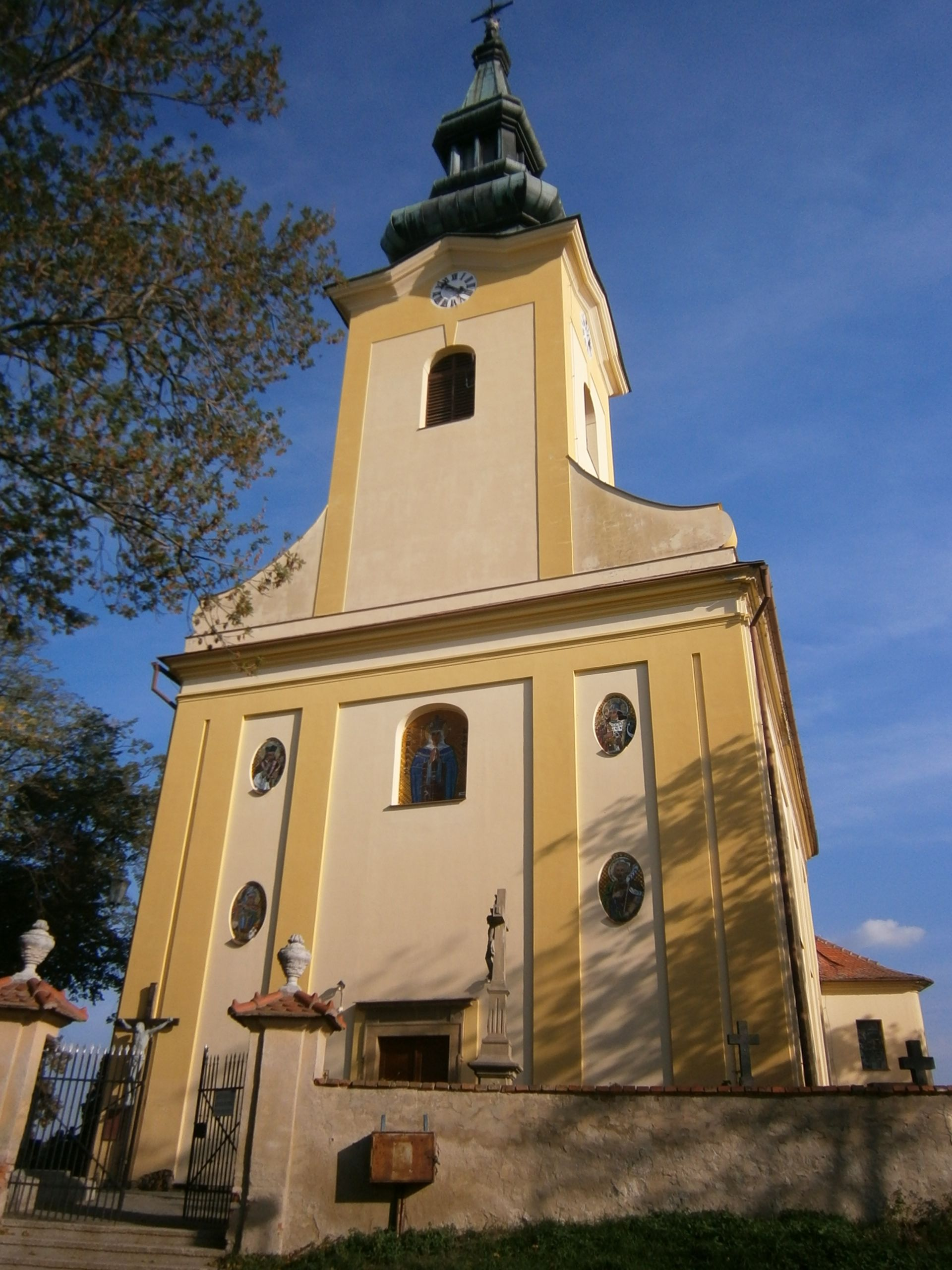
Kostel Nanebevzetí P. Marie
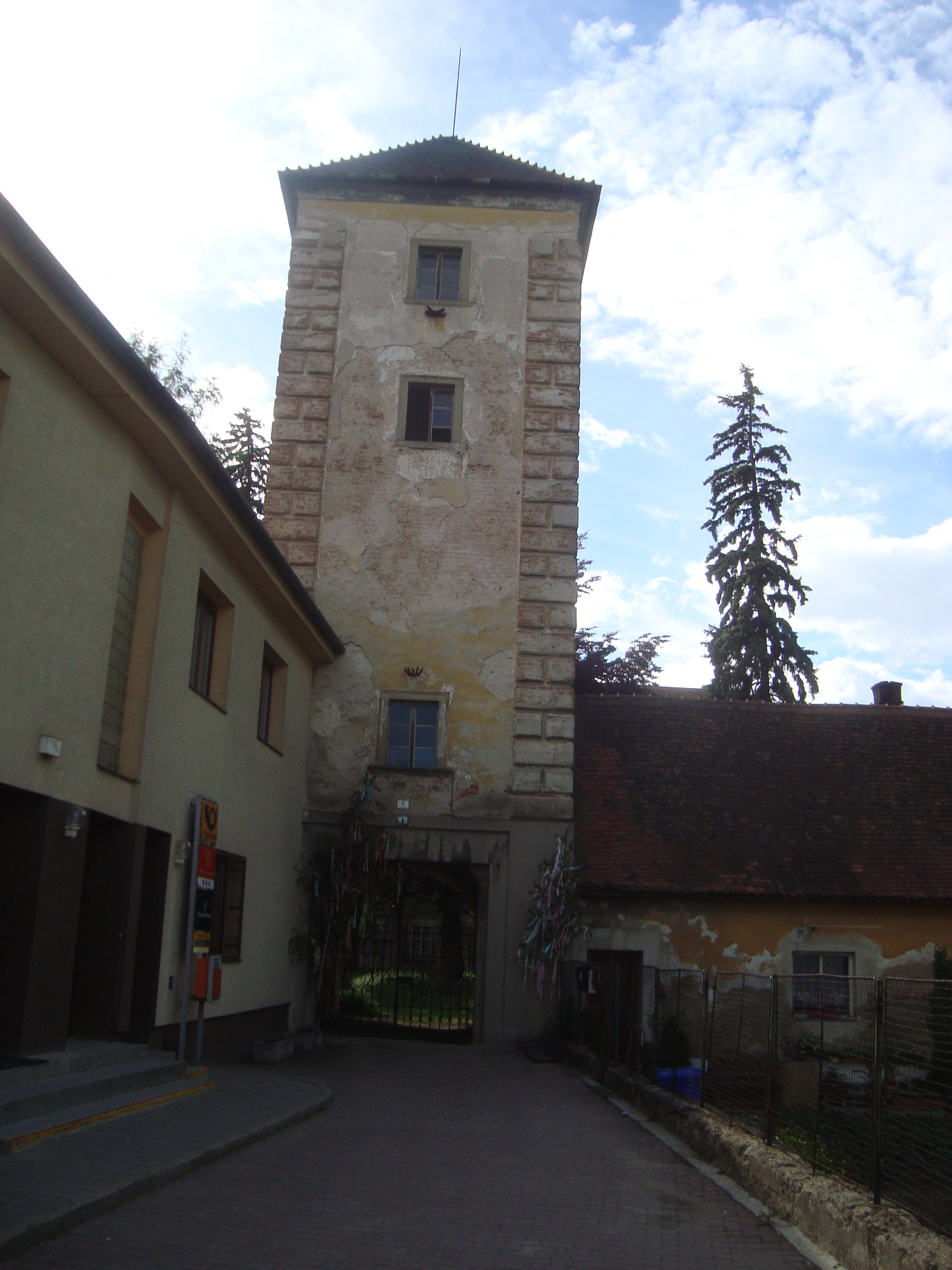
Zámek
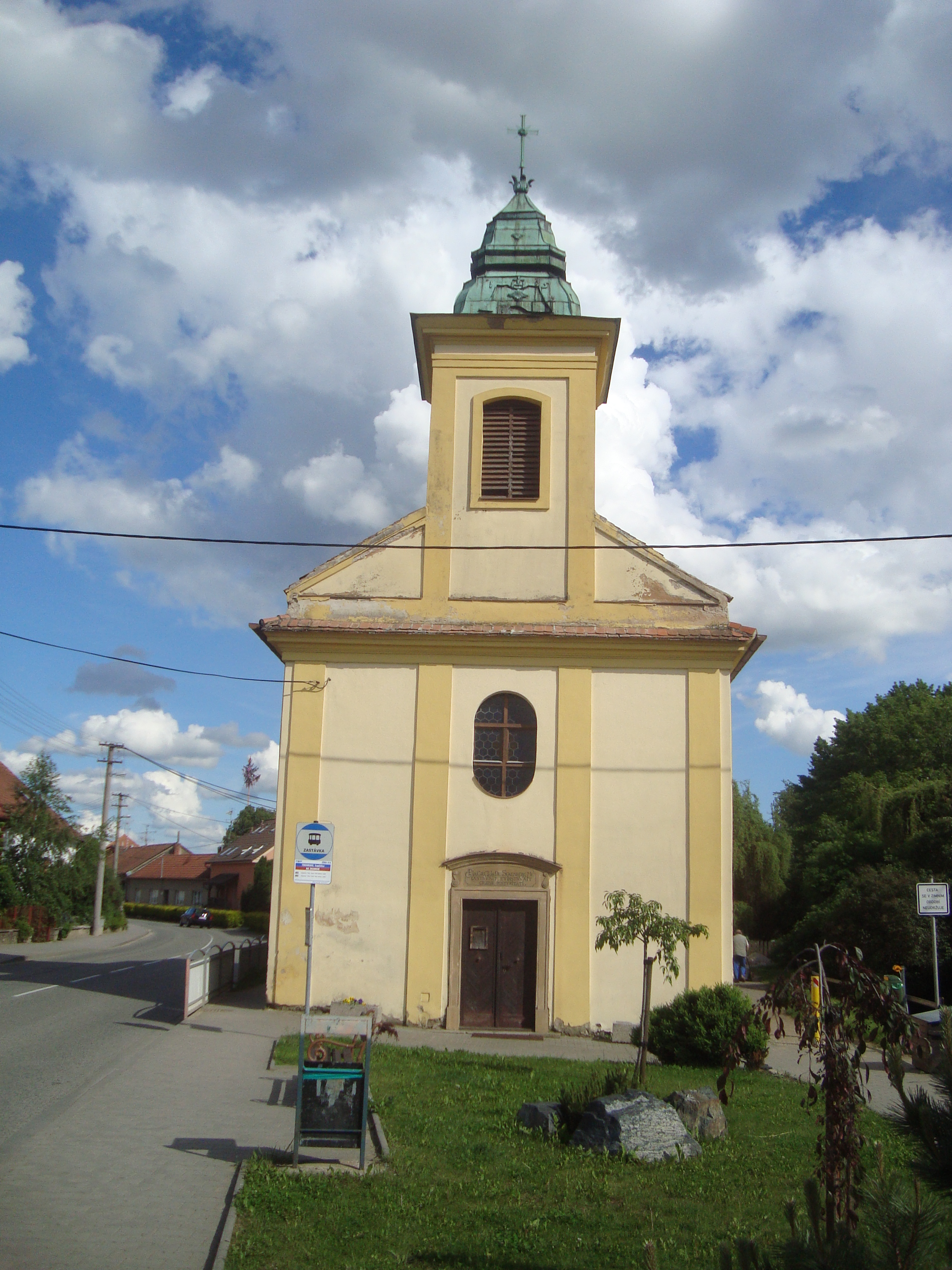
Kaple Všech svatých
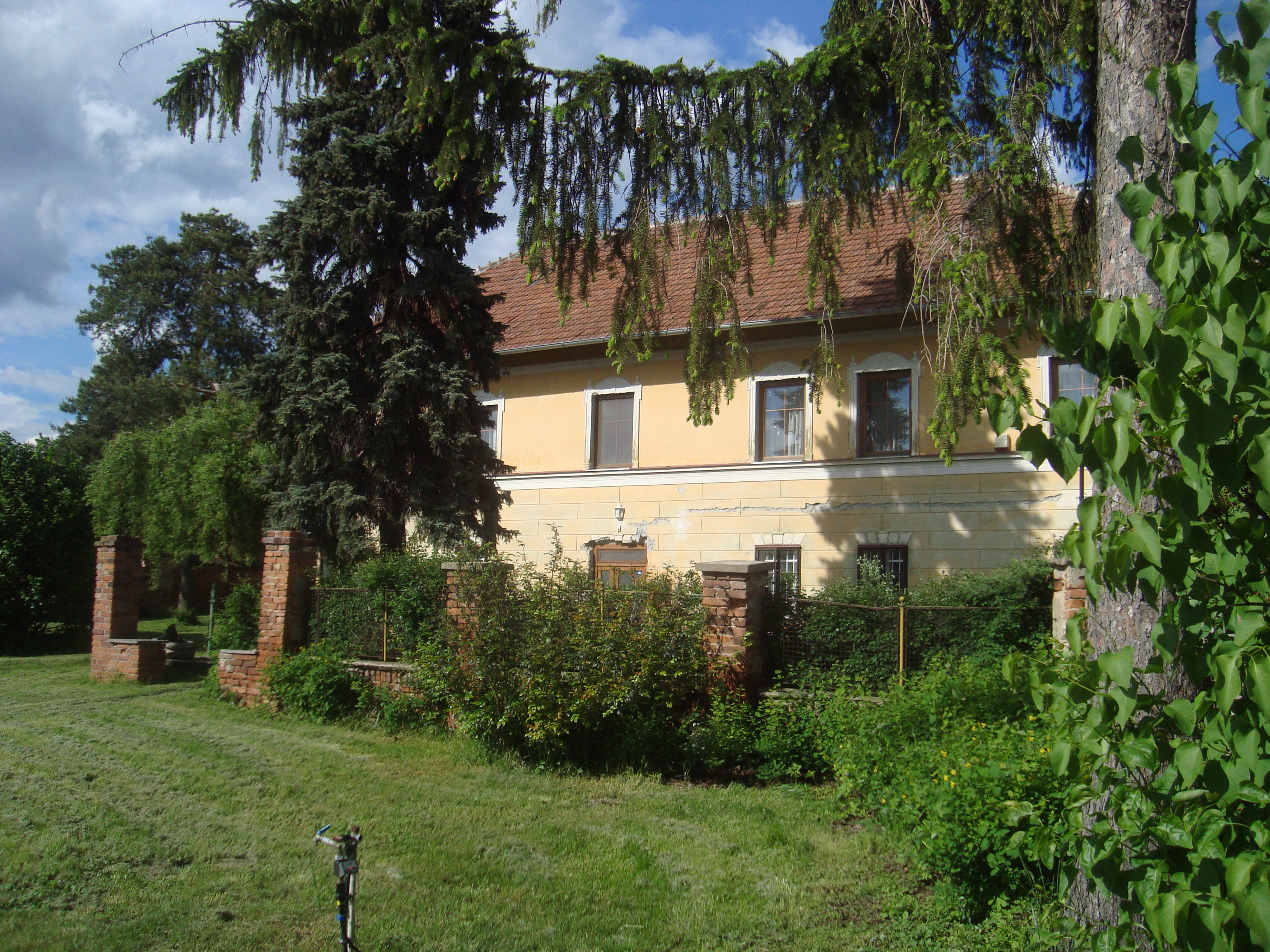
Fara
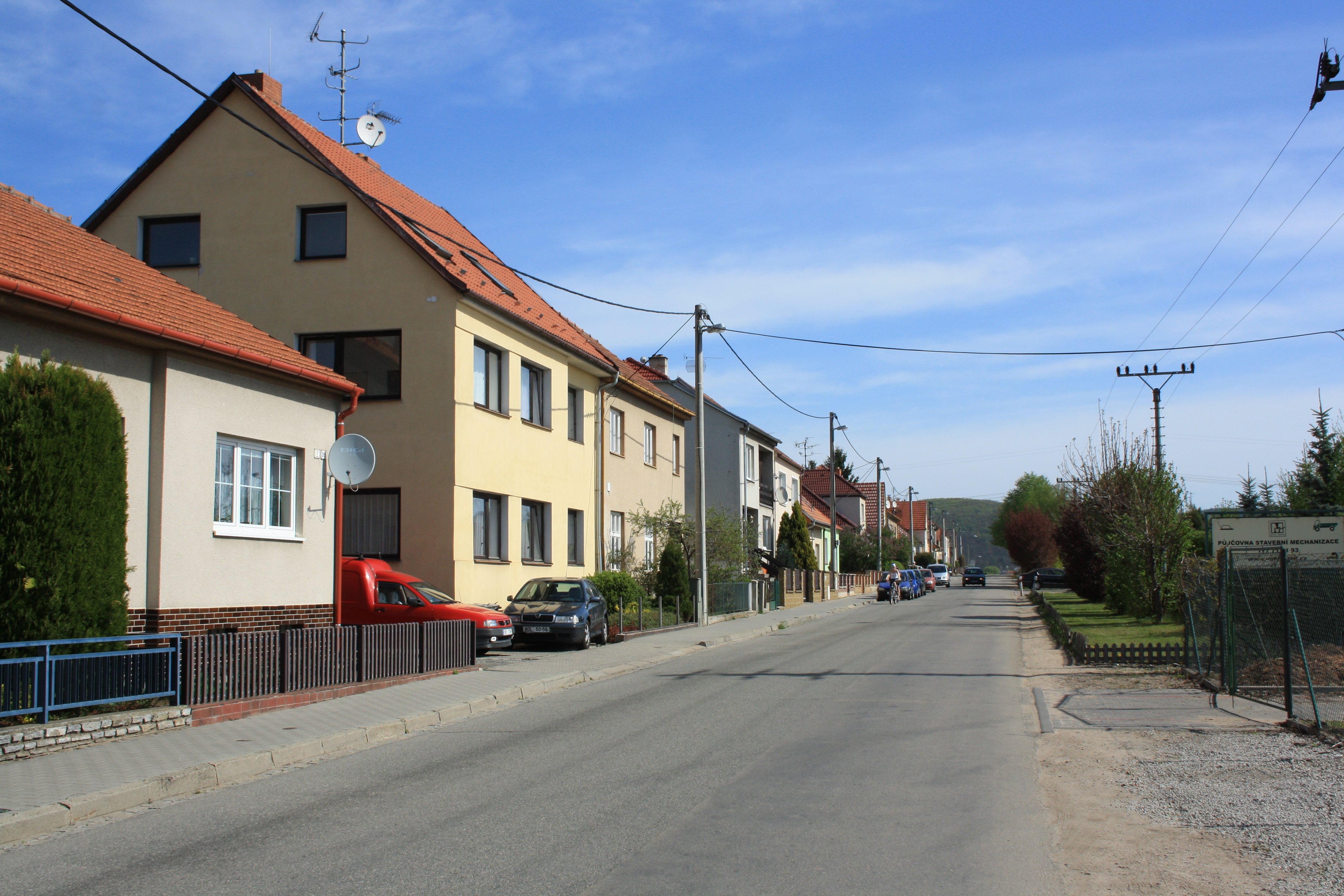
Ulice
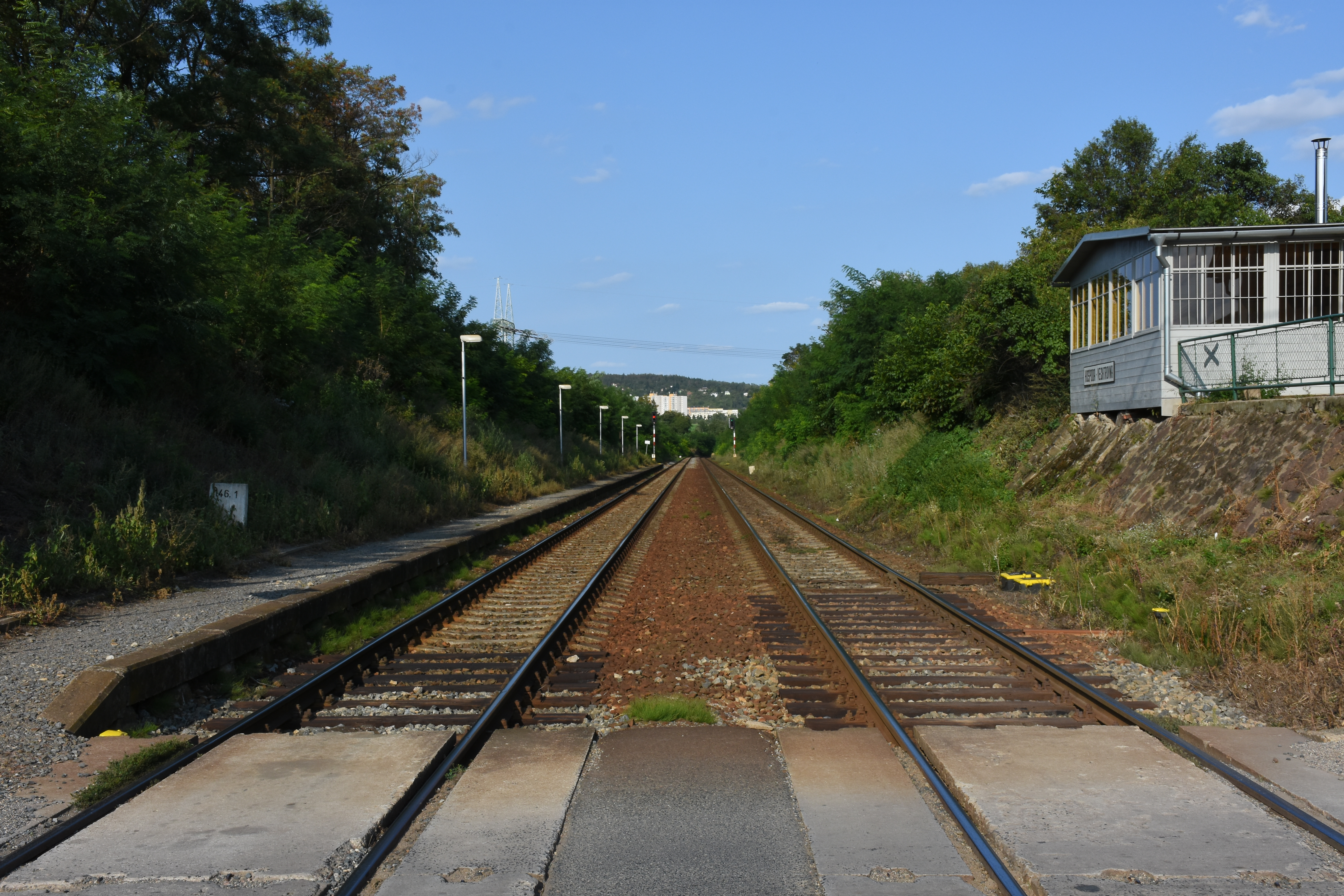
Železniční zastávka